# Bradlné
Bradlné (německy Bradleny) je vesnice, součást obce Rozhraní v okrese Svitavy. Nachází se ve Svitavské pahorkatině, mezi městy Březová nad Svitavou a Letovice, asi 19 km jihovýchodně od Svitav. Nachází se v katastrální území Bradlné o rozloze 148 ha. V roce 2021 zde žilo 90 obyvatel ve 39 domech. Někdejší samostatná obec byla centrem římskokatolické farnosti (od roku 1973 farnost Rozhraní).
Bradlným protéká bezejmenný potok, který je pravostranným přítokem řeky Svitavy. Nachází se zde kostel Povýšení svatého Kříže z roku 1787 a hřbitov, prameny Na Horním konci a Nad Bláhovým, památná lípa u polní cesty a nepřístupná jeskyně V Rozhraní.

## Historie
První písemná zmínka pochází z období kolem roku 1200. Bradlné bylo připojeno k Rozhraní v roce 1949.

## Obyvatelstvo
| Rok            | 1869 | 1880 | 1890 | 1900 | 1910 | 1921 | 1930 | 1950 | 1961 | 1970 | 1980 | 1991 | 2001 | 2011 | 2021 |
| -------------- | ---- | ---- | ---- | ---- | ---- | ---- | ---- | ---- | ---- | ---- | ---- | ---- | ---- | ---- | ---- |
| Počet obyvatel | 287  | 289  | 328  | 354  | 350  | 304  | 289  | 205  | 203  | 166  | 127  | 96   | 103  | 103  | 90   |
| Počet domů     | 46   | 46   | 45   | 47   | 47   | 47   | 52   | 56   | –    | 49   | 40   | 55   | 57   | 58   | 39   |